# Ratier (entreprise)
Pour les articles homonymes, voir Ratier.

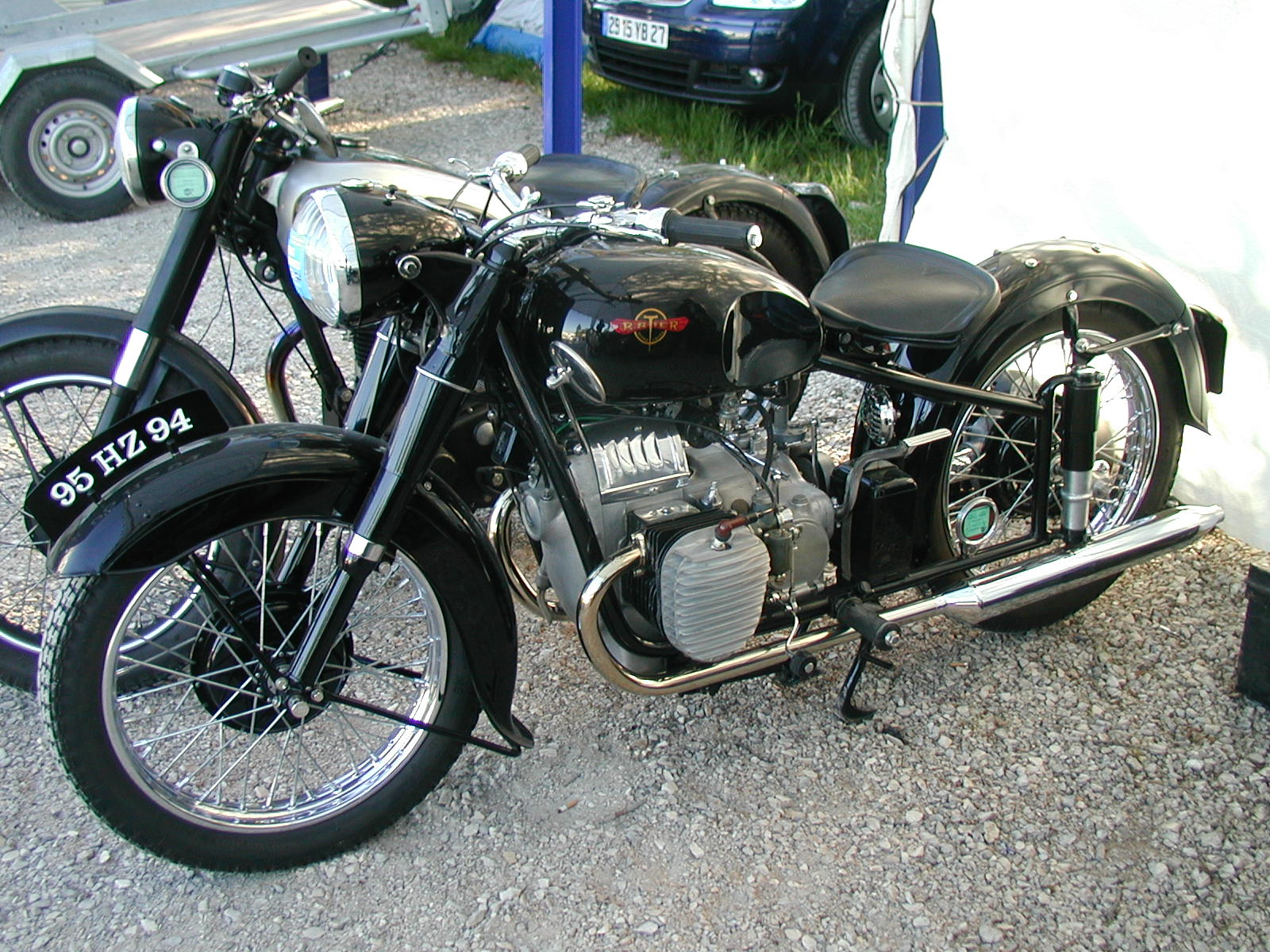
Une moto Ratier

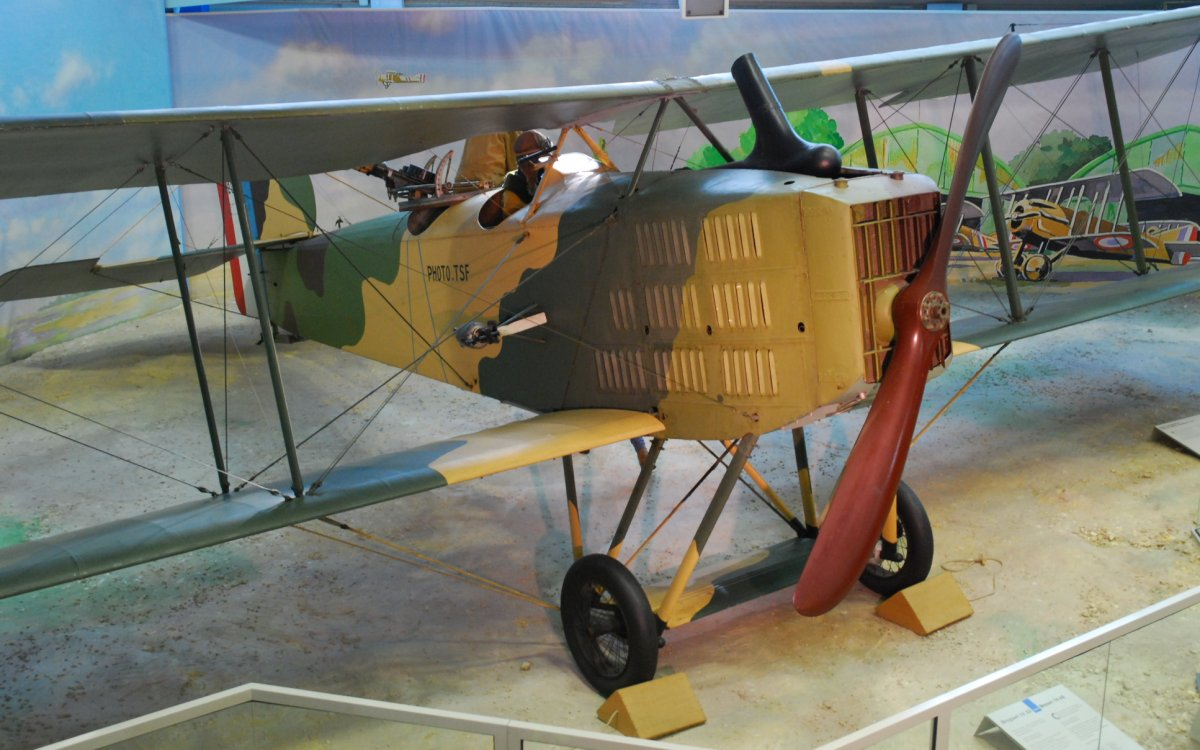
Un Breguet XIV équipé d'une hélice Ratier.

Logo motocyclettes Ratier

Ratier est une entreprise française à capitaux américains basée à Figeac. Elle est, parmi d'autres activités, sous-traitante d'Airbus.
En 1998, Ratier a été acquis par l'entreprise américaine Hamilton Standard, aujourd'hui Collins Aerospace.

## Historique
Elle est, au début du XXe siècle, une entreprise d'ébénisterie qui, au moment de la Première Guerre mondiale, se spécialise dans la réalisation d'hélices d'avions en bois, pour l'aviation française, puis réalise les hélices utilisées par l'Aéropostale, ainsi que pour tous les grands raids réalisés pendant les années 1930. L'usine, créée à Malakoff est ensuite transférée à Montrouge. Une grosse partie de son travail porte sur la sous-traitance pour Citroën (fabrication de la Citroënnette, voiture d'enfant à pédales). Paulin Ratier réalise une voiture à hélice qui ne reste qu'à l'état de prototype.
Une voiture de rallye est réalisée et gagne de nombreuses courses, ainsi que le Bol d'or, à l'époque où le Bol d'or se court en voiture comme à moto. Pendant la Seconde Guerre mondiale, l'usine de Figeac fabrique des hélices pour la Luftwaffe, jusqu'à son sabotage par la Résistance en janvier 1944.
Après la guerre 1939-1945, l'entreprise Ratier récupère des pièces de motos BMW et reprend la marque CEMEC, puis conçoit sa propre moto, dont la conception a de nombreux points communs avec la BMW. Le général de Gaulle a d'ailleurs équipé son escorte présidentielle de motos Ratier. Il n'y a guère plus de 1 200 motos de fabriquées, l'État n'ayant pas renouvelé les contrats. En fait, c'est la CMR qui récupère motocyclettes et pièces détachées laissées par les forces allemandes. Lorsque le stock de pièces détachées n'arrive plus à produire de nouvelles moto et que les besoins en véhicules de ce type se fait sentir dans l'administration française, la CEMEC est créée, en 1948. C'est en 1954, à la disparition de la CEMEC, que Ratier reprend le flambeau en produisant la CEMEC L7, sous sa marque (Ratier L7) avant de produire sa propre machine, la Ratier C6S.
Les usines Ratier, établies à Figeac, réalisent actuellement des pièces d'aviation, en particulier pour Airbus.
Depuis le rachat de l'équipementier Goodrich par UTC, l'organigramme du groupe, et, par conséquent, l'actionnariat, changent. Hamilton Sundstrand est fusionné avec Goodrich, la nouvelle entité prenant le nom de Utas (UTC Aerospace Systems), nouvel actionnaire majoritaire de Ratier Figeac.

## Chronologie
- 1904 : création de l'entreprise, à Malakoff, par Paulin Ratier, artisan ébéniste qui fabrique des boîtiers pour appareils électriques[8], puis ajoute à cette activité une scierie mécanique l'année suivante[9] ;
- 1910 : Paulin Ratier s’associe à Bertrand Montet (ingénieur Arts & Métiers) et ajoute à ses fabrications celle des hélices "Rapid"[10] ;
- 1913 : transfert de l'entreprise à Montrouge[11] ;
- 1914-1918 : avec la guerre, les commandes aéronautiques explosent. Ratier commence par construire, en sous-traitance, des fuselages et des voilures pour les avions Voisin que Breguet fabrique sous licence, puis des voilures pour tous les avions Breguet conçus pendant le conflit[11]. Ratier produira, en particulier, plus de 1 000 voilures pour le Breguet XIV[11]. Malgré ces importantes productions, c'est surtout par ses hélices, fabriquées sous sa propre marque, à partir de 1915, que la Maison Ratier se fait connaître dans le domaine aéronautique. En 1917, le manque de bois conduit Paulin Ratier à louer une scierie à Figeac[11]. Il choisit cette région pour sa richesse en bois de qualité, nécessaire à la fabrication des hélices et des voilures. C'est aussi une région que Paulin Ratier connaît bien pour y être né et y avoir passé toute sa jeunesse[11],[12], dans le village de Montmurat (Cantal), situé à quelques kilomètres de Figeac. C'est cette scierie qui est à l'origine de l'implantation des usines Ratier à Figeac ;
- 1919-1929 : après la guerre, l’industrie de l’aviation n’est plus très florissante et une diversification des activités s’impose. Ratier se lance dans la fabrication de jouets[13],[14],[15],[3], d’appareils électriques et de téléphones. En 1926, Ratier conçoit et fabrique une voiture 6 chevaux dont les succès en compétition ne se concrétiseront pas commercialement[11]. Dans un même temps, les hélices à pales métalliques apparaissent et Ratier dépose un brevet d’hélice à pas variable en vol[16], ce qui propulse Ratier parmi les meilleurs héliciers mondiaux[17],[18] ;
- 1930 : la société installe à Figeac, à l'actuel emplacement du lycée Champollion, une usine où seront fabriqués des moyeux et des pales d'hélice en Duralumin[19] ;
- 1939 : le 1er mai 1939, la première pierre de la nouvelle usine est posée sur le site de Ceint-d'Eau[20] à l'Ouest de Figeac. Ratier équipe 90 % de l’aviation française, détient 63 records du monde, 32 licences à l’étranger et possède des succursales en Algérie, en Suisse et au Maroc. L’entreprise compte 500 salariés ;
- 1941 : les commandes pour l’aviation sont devenues allemandes, les hélices Ratier équipent alors, jusqu'au début 44, les bombardiers Heinkel. La première grève, victorieuse, de l'usine a lieu le 22 octobre 1942 contre la désignation de 16 ouvriers pour l’envoi en tant que travailleurs en Allemagne dans le cadre de la relève signée entre Vichy et le Reich (2 ouvriers contre la libération d'un prisonnier de guerre) ;
- 1944 : sabotage de l’usine de Figeac[21] ;
- 1944-1950 : la société traverse une crise à cause des commandes qui diminuent très fortement. Ratier se lance dans la fabrication de bicyclettes. Les effectifs redescendent en dessous de 100 salariés ;
- 1951-1961 : une conjoncture exceptionnelle permet à l’entreprise de se diversifier et de multiplier par 10 le nombre de salariés. G. Forest prend la direction de la société et ouvre à Capdenac, non loin de Figeac, une usine de fabrication de machines-outils (actuellement Forest-Liné) ;
- 1961 : les programmes se multiplient en tant qu’hélicier avec le Transall et l’Atlantic, notamment, et Ratier se lance en tant qu’équipementier avec les commandes de vol de la Caravelle ;
- 1968 : Ratier se lance dans la fabrication d’hélices et ventilateurs de sustentation ;
- 1970 : Ratier participe au programme Airbus pour fabriquer des commandes de vol ;
- 1980 : Ratier lance des hélices en matériaux composites, en collaboration avec l'américain Hamilton Standard, et multiplie les projets avec Airbus, Eurocopter, Bombardier, ATR…[22] ;
- 1990 : Hamilton Standard entre au capital de Ratier-Figeac avec 20,5 % de parts[23] ;
- 1998 : Ratier-Figeac passe sous contrôle américain : Hamilton Standard acquiert 100 % du capital ;
- 2001 : Ratier-Figeac décroche la fabrication complète, pour la 1re fois, d’un système complet avec la commande du vérin de profondeur de l’A380[24] ;
- 2003 : Ratier-Figeac obtient le développement et la fabrication des hélices de l’A400M[25] ;
- 2007 : Ratier-Figeac devient le site d'excellence (et unique site de fabrication) d'hélices du groupe Hamilton Sundstrand[26] ;
- 2011 : Ratier-Figeac lance la construction d'un site d'assemblage au Maroc[27] ;
- 2012 : Ouverture du site Ratier Figeac Maroc (RFM)[27].